# Osceola (New York)
Osceola è un comune degli Stati Uniti d'America, situato nello stato di New York, nella contea di Lewis.